# Gustav von Stiehle
Gustav von Stiehle (Erfurt, 1823. augusztus 14. – Berlin, 1899. november 15.) porosz tábornok.

## Élete
1840-ben belépett az 1. pomerániai gyalogezredbe és 1841-ben hadnaggyá lett. 1845-1847-ben a katonai akadémián tanárkodott, 1852-1855-ben pedig a nagy törzskar háromszögelési munkálatainál alkalmazták. 1864-ben mint Wrangel tábornagy törzskari főnöke részt vett a porosz–osztrák–dán háborúban, majd a király szárnysegéde lett. Végül mint katonai attasé a londoni és bécsi követségeknél működött. Az 1866-os hadjáratban mint a nagy törzskar tagja a király oldalán maradt és a nikolsburgi békealkudozásokban tevékeny részt vett. Az 1870-71-es nagy mérkőzésben a II. német hadsereg táborkari főnöke volt és ő kötötte meg Jarras francia tábornokkal a Metz kapitulációjára vonatkozó szerződést. A háború befejezése után a VII. hadtest parancsnokává nevezték ki, 1886-ban pedig a várak főfelügyelőjévé tették. Két évvel később (1888) a kitüntetés sokféle jeleivel elhalmozva nyugalomba vonult.